# Gersaintov izvesek
Gersaintov izvesek (francosko L'Enseigne de Gersaint) je slika olje na platnu v palači Charlottenburg v Berlinu, delo francoskega slikarja Jean-Antoina Watteauja. Dokončano v letih 1720–21 velja za zadnje vidno delo Watteauja, ki je kmalu za tem umrl. Naslikana je bila kot znak trgovine za marchand-mercierja ali trgovca z umetninami Edmeja Françoisa Gersainta. Po besedah Daniela Rocheja je znak deloval bolj kot oglas za umetnika kot za trgovca.
Slika pretirava z velikostjo Gersaintovega utesnjenega butika, komaj kaj več kot stalne stojnice z majhno trgovino, na srednjeveškem mostu Pont Notre-Dame v središču Pariza, kjer je tako ustvarjal in sledil modi, ko je dobavljal umetniška dela in razkošne malenkosti aristokratski klienteli.

## Vsebina
Slika je bila prvotno naslikana na enem platnu in prikazuje stranke in osebje v trgovini. Ko delavec pospravlja portret Ludvika XIV. na levi, v sredini mladenič ponudi roko ženski, ki stopi čez prag trgovine. Na desni starejši par pregleduje sliko aktov, čedna mlada prodajalka v trgovini, morda Gersaintova žena, kaže sliko skupini dobro oblečenih mladih ljudi. V današnji obliki je slika sestavljena iz dveh ločenih delov, njuna zgornja dela je med letoma 1720 in 1732 dodal neznani slikar, da bi sliko spremenil iz prvotne, obokane oblike v pravokotno polje. Watteau je delo verjetno naslikal spomladi 1720, ko je bila na novo zgrajena celotna vhodna fasada Gersaintove trgovine. Po študiji Vogtherra in Wendersa de Calissa (2007) je slika prvotno pokrivala okroglo polje nad vhodom v trgovino. Te spremembe na stavbi so bile izvedene spomladi leta 1720, kar je najverjetnejši datum za poslikavo.
Umetnine na sliki so postavljene ob dejanja visokodružbene kritike. Mladenič, ki ponuja roko ženi v rožnatem, je postavljen proti nizu ženskih aktov, medtem ko se zdi, da puritanske figure na portretih na levi neodobravajoče gledajo navzdol. Na desni strani so številne podobe orgij in golih figur, ki nakazujejo, da umetnost izraža skrite poželjive občutke plemenitih figur v trgovini, ki zgolj strmijo drug v drugega ali se ukvarjajo z vljudnostnimi gestami intimnosti.
Običajno se slika razlaga kot komentar o premiku v aristokratski kulturi – ali reliefu –, ki se je zgodil med vlado bolj razuzdanega regenta Filipa II., vojvode Orléanskega (1715–1723), po smrti Ludvika XIV. in pred pristopom na prestol Ludvika XV. Okvir portreta pokojnega kralja Pierra Mignarda namiguje na konec starega režima.

## Izvor
Slika nikoli ni dejansko delovala kot zunanji znak trgovine, saj je v trgovini preživela le petnajst dni. Sam Watteau je prosil Gersainta, naj mu dovoli slikati, in se pritoževal nad 'mrzlimi prsti', ki so potrebovali nekaj vaje. Kmalu jo je kupil Claude Glucq. Nato jo je pridobil Watteaujev mecen Jean de Jullienne. Grafika je bila izdelana leta 1732 po majhni različici Patra, ki je razširil Watteaujevo kompozicijo za tisk. Pritegnila je pozornost Friderika Velikega Pruskega. Sliko je kupil leta 1748 (takrat že v dveh ločenih delih) od nizozemskega trgovca Pietra Boetgensa. Po tem je ostala v Nemčiji in je zdaj del zbirke Stiftung Preußische Schlösser und Gärten Berlin-Brandenburg, ki jo prikazuje v palači Charlottenburg v Berlinu, kjer je bila prvič prikazana leta 1748.

## Detajli
- Detajl
- Detajl
- Detajl (morda Claude Glucq in Mme Gersaint)